# جویی تریبیانی
جوزف فرانسیس تریبیانی جونیور (به انگلیسی: Joseph Francis Tribbiani Jr) یکی از شخصیت‌های خیالی اصلی مجموعه تلویزیونی سیتکام دوستان و جویی از شبکه ان‌بی‌سی است که توسط مت له بلانک بازی شده‌است.
طبق نظرسنجی جویی با ۱۷٪رای بعد از چندلر بینگ به عنوان محبوب‌ترین و بامزه‌ترین شخصیت فرندز شناخته شد.

## شخصیت
وی شخصیتی کودکانه و احساسات عمیقی دارد همچنین خیلی غذا را دوست دارد. این شخصیت خیلی دخترها را جذب می‌کند. بهترین دوست او در سریال چندلر بینگ می‌باشد که ۴ فصل با همدیگر زندگی کردند.
جویی شخصیت کاریزماتیک سریال است که هوش بالا جزو ویژگی‌های بارز او نیست. در همان ابتدای سریال و از همان دیالوگ آغازین، جویی شما را جذب خواهد کرد. او که در واحد روبرویی مانیکا و ریچل زندگی می‌کند، با چندلر هم اتاقی است و همین موضوع کافی است تا شاهد بهترین سکانس‌های طنز سریال در آن واحد باشیم. او علاقهٔ شدید به بازیگری دارد، عاشق آل پاچینو، پیتزا، ساندویچ و به‌طور کلی خوردن است و در کنار این‌ها در ارتباط با جنس مخالف نیز از رفتارهای این شخصیت می‌باشد. تلفیق المان‌های شخصیتی او و چندلر زیباترین و به یاد ماندنی‌ترین لحظه‌های Friends را رقم می‌زند. تکیه کلام افسانه‌ای او «How You Doin’» برای جذب جنس مخالف، فراگیرترین اتفاق سریال در زمان پخش آن بود و اکنون نیز مورد استفاده قرار می‌گیرد. همچنین لازم است بدانیم که جویی هیچوقت غذایش را با دیگران شریک نمی‌شود.